# Fibre de bambou

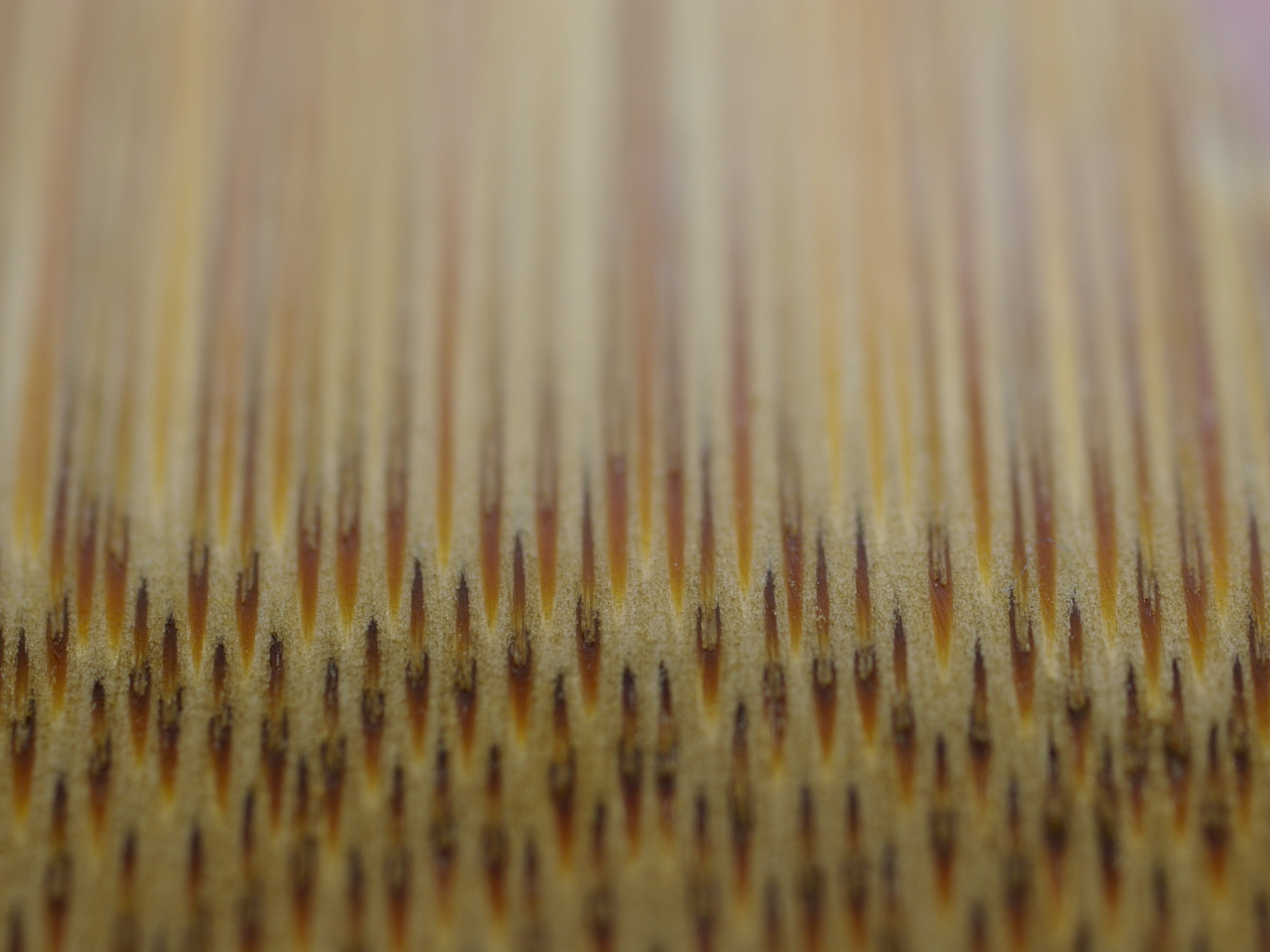
Fibre de bambou vue au microscope

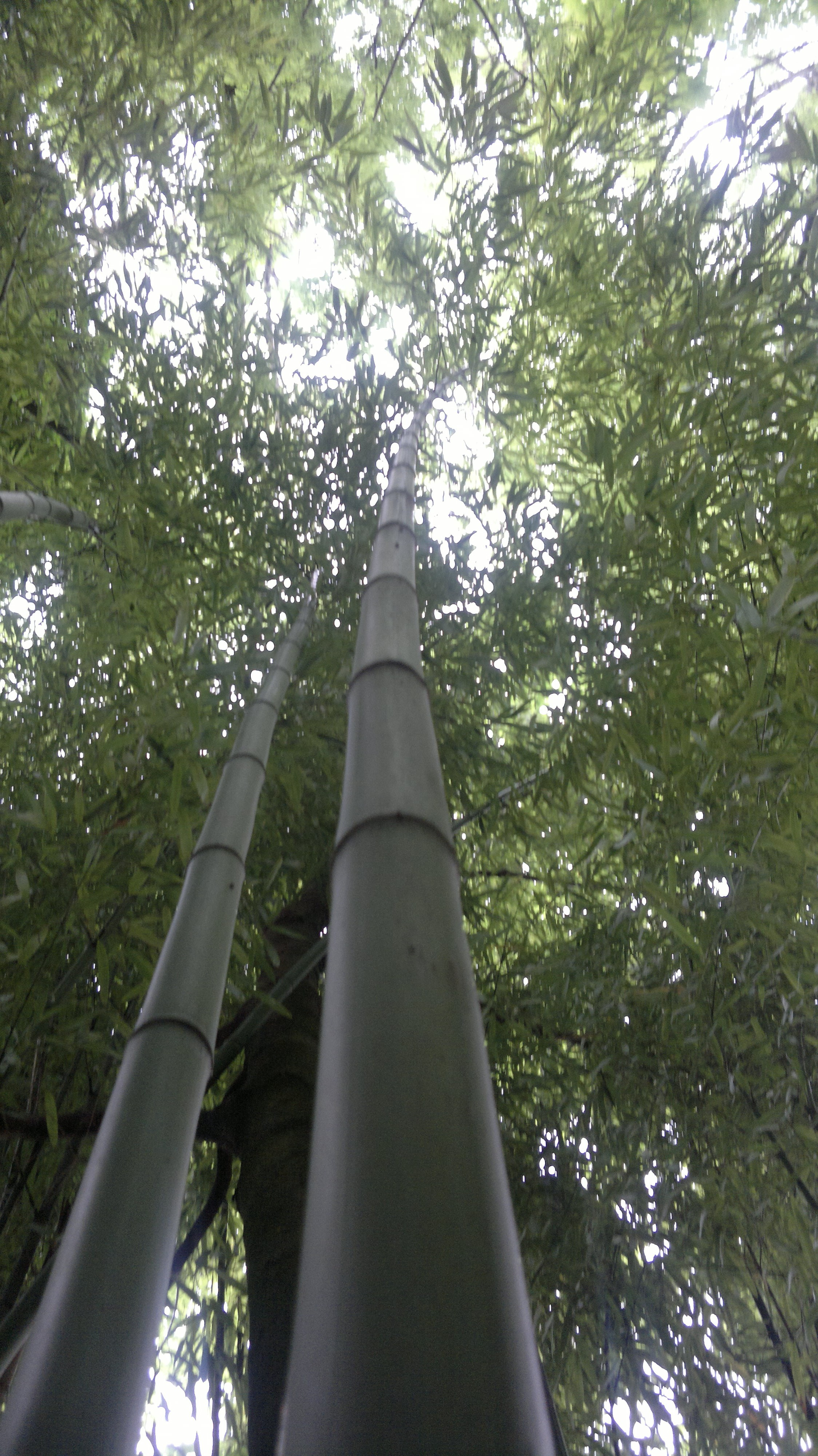
Forêt de bambou Phyllostachys viridiglaucescens

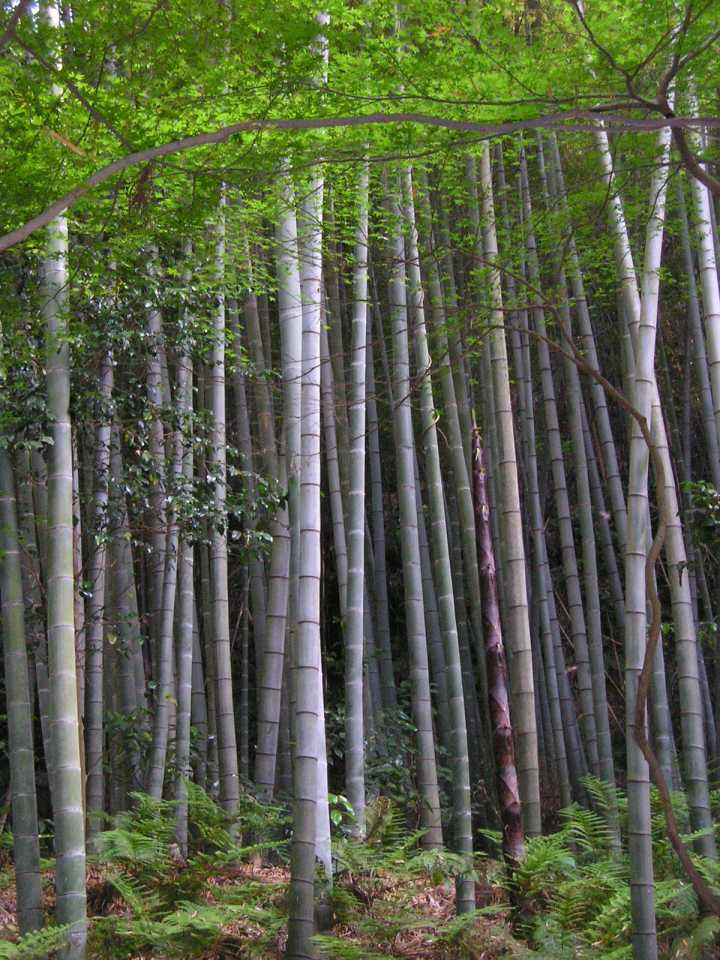
Forêt de bambou Phyllostachys edulis /bambous Moso

La fibre de bambou est une fibre de cellulose extraite ou fabriquée à partir de bambou naturel. Elle est fabriquée à partir de la pâte de bambou. Elle n'est généralement pas fabriquée directement à partir des fibres de la plante, c'est une fibre  synthétisée à base de cellulose de bambou.
Le bambou jouit d'une grande popularité car il est associé à l'écologie. Les producteurs apprécient le fait que le bambou se cultive rapidement (principalement Phyllostachys viridiglaucescens et Phyllostachys edulis, comme en Chine, dans la Région des Trois Rivières) et qu'il peut également servir à améliorer la croissance économique des pays en voie de développement. De plus, c'est une fibre artificielle à base de lignine (cellulose) dont la culture entraîne une diminution des gaz à effet de serre, par opposition à la plupart des fibres synthétiques comme le polyester.
Il peut cependant y avoir des effets secondaires à la culture intensive et exclusive du bambou et à l'utilisation de produits chimiques.

## Bambou composite et construction biopolymère
Il existe différentes approches de l'utilisation du bambou dans les matériaux composites et comme additif dans les biopolymères pour la construction. Dans ce cas (par opposition aux fibres de bambou pour les vêtements) les fibres de bambou sont extraits par aiguilletage mécanique et grattage ou par le biais d'un processus d'explosion de vapeur où le bambou est injecté avec de la vapeur et mis sous pression, puis exposé à l'oxygène. De petites explosions à l'intérieur du bambou se produisent, elles sont dues à la libération de la vapeur et permettent la collecte de fibres de bambou. La fibre de bambou peut être sous forme de pulpe dans laquelle le matériau est extrêmement fin, ou sous forme de poudre. Cette poudre pourra par la suite être utilisée pour créer des objets solides tels que des assiettes, des verres ou tout autre ustensile en fibre de bambou. Ces produits sont très prisés pour leur solidité et leur texture particulière.

## Procédé de fabrication de la viscose de bambou
La matière première utilisée est la cellulose présente dans la pulpe des végétaux (on peut aussi utiliser celle de l’eucalyptus).
1. La cellulose est dissoute dans de la soude caustique afin de faire gonfler la cellulose et écarter les fibres,
2. Le liquide en excès est éliminé par pressage,
3. La cellulose est ensuite dépolymérisée,
4. On ajoute du sulfure de carbone CS2 pour que la cellulose devienne soluble (la cellulose se transforme en xanthate de cellulose)[4],
5. Elle est ensuite dissoute dans de l’hydroxyde de sodium dilué afin d’obtenir un liquide visqueux appelé viscose,
6. La viscose est ensuite filtrée puis extrudée à travers une filière (plaque percée de trous minuscules) et amenée dans un bain contenant de l’acide sulfurique H2SO4, elle forme alors des fils continus.